# Pierre Sprey
Pierre Sprey, né le 22 novembre 1937 à Nice, en France, et mort le 4 août 2021, à Washington, est un ingénieur aéronautique et analyste en système d'armes américain qui influença la politique du département de la Défense des États-Unis dans les années 1970-1980.

## Entrée au Pentagone
Né en 1937 à Nice, en France, mais élevé à New York, il fait ses études à l'université Cornell. Il est consultant au département de recherche de Grumman entre 1958 et 1965 .
En 1966, Pierre Sprey est sollicité par le secrétaire à la Défense Robert McNamara pour rejoindre, au Pentagone, ses Whiz Kids de la RAND Corporation afin de rationaliser les méthodes du département de la Défense pour la recherche et l'acquisition de nouveaux systèmes d'armes.

## Lobbying au sein de laFighter Mafia(en)
Au Pentagone, Pierre Sprey défend l'idée que pour réduire les tirs amis et améliorer l'efficacité, il faut engager le combat au plus près de la cible, avec des avions spécialisés pour un seul type de mission.
En 1967, il rencontre John Boyd, un des premiers instructeurs de pilotes de chasse de l'United States Air Force Fighter Weapons School, alors que celui-ci commence à élaborer sa théorie de la « maniabilité énergétique » qui doit expliquer les fondements d'un combat aérien rapproché.
En compagnie de l'analyste Tom Christie, du pilote d'essai Everest Riccioni, et de l'ingénieur Harry Hillaker, le groupe surnommé Fighter Mafia rédige des études et rapports avec le soutien de John Boyd.

## Contribution auProgramme Light Weight Fighter
En 1969, la Fighter Mafia obtient des fonds et le soutien de l'administration Nixon pour commander 2 prototypes de chasseurs, ce qui deviendra une composante du programme Light Weight Fighter d'où est issu le General Dynamics F-16 Fighting Falcon.
Pierre Sprey quitte le Pentagone en 1971, et prétend être tout de même impliqué comme consultant privé dans le développement du F-16 et du Fairchild A-10 Thunderbolt II, bien qu'aucunes sources corroborant ces affirmations n'existent.
La principale contribution de Pierre Sprey est d'avoir imposé la pratique du fly-off entre 2 prototypes (appelé aussi Fly Before Buy) où les constructeurs doivent proposer un prototype qui doit démontrer ses capacités à répondre au cahier des charges.

## Autres activités
En 1986, il cesse ses activités de consultant pour le département de la Défense en dénonçant la politique du Pentagone qui, selon lui, ne permet plus de développer des avions efficaces : « it became increasingly obvious that the atmosphere at the Pentagon was such that it would be impossible to build another honest aircraft. »
Renonçant aux activités aéronautiques, il fonde en 1989 la maison de disques Mapleshade Records (en) qui édite principalement du jazz.

## Retour dans les médias
Pierre Sprey recommence à être cité et interviewé en 2006 quand les médias américains critiquent l'engagement en Irak.
Depuis 2012, il est régulièrement interviewé par la presse et la TV pour critiquer les programmes Lockheed Martin F-22 Raptor et Lockheed Martin F-35 Lightning II dans lesquels il voit une résurgence des erreurs passées en argumentant que la technologie furtive rendra encore plus nécessaire le contact à vue pour éviter les tirs amis et que la maniabilité en combat aérien sera toujours l'élément crucial d'un chasseur.